# ИПР
Эта статья — о машине инженерной разведки. О городе см. Ипр.
ИПР — советский инженерный подводный разведчик. Разработан в специальном конструкторском бюро Крюковского вагоностроительного завода под руководством Е. Ленциуса в 1957—1958 гг. Серийно выпускался на ОАО «Муромтепловоз». Основным предназначением машины была подводная разведка препятствий в местах переправы танковых подразделений. Из-за внешнего сходства машину часто путают с инженерной разведывательной машиной ИРМ «Жук».

## Описание конструкции

### Броневой корпус и башня
Корпус машины состоял из четырёх отсеков: балластной цистерны, отделения управления, моторно-трансмиссионного отделения и шлюзовой камеры. В отделении управления размещался экипаж машины, состоявший из механика-водителя, командира и водолаза. Для подводных работ в шлюзовой камере находилось водолазное оборудование. Моторно-трансмиссионное отделение находилось в средней и кормовой частях корпуса. По бортам машины слева и справа от МТО располагались балластные цистерны. Машина имела вращающуюся башенку, в которой в герметичном кожухе был установлен пулемёт.

### Вооружение
В качестве основного вооружения использовался 7,62-мм пулемёт ПКТ. Возимый боекомплект составлял 1000 патронов.

### Средства наблюдения и связи
В качестве прицела использовался прибор ТКН-3АМ. Для наблюдения за местностью на машине имелся перископ ПИР-451, у командира был установлен дневной прибор наблюдения ТНП-370. С целью управления машиной в условиях плохой видимости или ночью у механика-водителя имеется ночной прибор наблюдения ТВН-2БМ. Также на корпусе машины имеются 9 приборов наблюдения ТНПО-160.
Для переговоров между членами экипажа в ИПР имеется танковое переговорное устройство Р-124, для внешней связи имеются две радиостанции Р-123М и Р-147.

### Двигатель и трансмиссия
Силовая установка и трансмиссия были полностью заимствованы с БМП-1.

### Ходовая часть
Ходовая часть машины представляла собой гусеничный движитель, с каждого борта было установлено по 7 опорных катков, по 5 поддерживающих и по 3 гидроамортизатора. Для движения по воде на корпусе имелись два гребных винта. Машина могла погружаться на глубину до 8 метров на длительный период, и до 15 метров кратковременно. Применялись патроны с веществом о3. Под водой машина не ходила, балластные цистерны применялись для погружения.

## Сохранившиеся экземпляры
- Беларусь — 1 ИПР находится в Историко-культурном комплексе «Линия Сталина» около деревни Лошаны.
- Россия — 1 ИПР находится в техническом музее ОАО «АВТОВАЗ» в Тольятти.